# 아르박삿
아르박삿(Arpachshad, 아랍어: أرفخشذ – ʾArpaḵšaḏ; 히브리어: אַרְפַּכְשַׁד – ʾArpaḵšaḏ, pausa에서 אַרְפַּכְשָׁד‎ – ʾArpaḵšāḏ; 그리스어: Ἀρφαξάδ – Arphaxád)은 또는 아르팍사드 또는 아르파크사드라고도 불리며, 셈-데라 계보에서 홍수 이후의 인물 중 한 명이다. 이 이름은 구약성경의 창세기에 기록되어 있으며, 이후 신약성경의 루가의 복음서를 포함한 여러 성경 책에 복사되어 있다.

## 성경 기록
창세기에 따르면, 그는 노아의 아들인 셈의 다섯 아들 중 한 명이었다. 그는 아브라함의 조상을 아담부터 데라까지 추적하는 창세기의 족보에서 열두 번째 이름이다(참조: 누가복음 3:36–38). 아담부터 시작하여 노아와 홍수 이전을 나타내는 아홉 홍수 이전의 사람들 이름이 주어지고, 노아의 장남 셈부터 데라로 끝나는 홍수 이후 아홉 이름이 주어진다.
성경 본문에 따르면, 아르박삿의 형제들은 엘람, 아수르, 룻, 아람이었다. 아르박삿의 아들은 셀라라고 불리지만, 70인역에서는 그의 아들이 게난이고 셀라는 아르박삿의 손자로 나온다. 게난은 또한 루가 3:36와 비정경서인 희년서 8:1에서 아르박삿의 아들로 언급된다. 희년서는 또한 아르박삿의 아내를 수산의 딸 라수아야로 지목하는데, 수산은 셈의 장남 엘람의 아들(또는 일부 버전에서는 딸)이었다. (아르박삿의 어머니는 이 자료에서 세데케텔레밥으로 명명되어 있으며, 셈의 아내 이름에 대한 여러 전통은 노아의 방주에 승선한 아내들을 참조하라.)

## 정체성
일부 고대 유대 문헌, 특히 희년서는 아르박삿을 갈대아 우르가 있는 유프라테스강 서쪽 강둑에 우르 카스딤(갈대아 우르)이라는 도시를 세운 우라와 케세드의 직계 조상으로 지목한다(희년서 9:4; 11:1–7). 이 곳은 레너드 울리가 1927년에 갈대아 우르로 확인한 우르가 위치한 곳과 동일한 강둑이다.
울리가 우르를 확인하기 전까지 많은 유대교 및 이슬람 학자들은 아르박삿을 메소포타미아 북부의 한 지역으로 이해했다. 이로 인해 아르박삿은 우르파-카시드와 동일시되었다(이름의 유사성 때문에 ארפ־כשד‎와 כשדים‎). 이 지역은 칼디족과 관련이 있는데, 플라비우스 요세푸스는 칼디족을 칼데아인들과 혼동했다. 도널드 B. 레드포드는 아르박삿이 바빌론과 동일시되어야 한다고 주장했다.

## 동명의 다른 인물
또 다른 아르박삿은 제2경전인 유딧기에서 메디아의 왕으로 언급되며, 이 메디아 왕이 아시리아인들의 정복과 동시대 인물이라면 프라오르테스( 665경 - 기원전 633년)와 동일시될 수 있다. 만약 그가 네부카드네자르 2세(유딧기에서 아시리아인의 왕으로 지명됨)와 동시대 인물이라면, 키악사레스(재위 기원전 625–585년)와 동일시될 수 있다.